# Wicki-Hayden-System

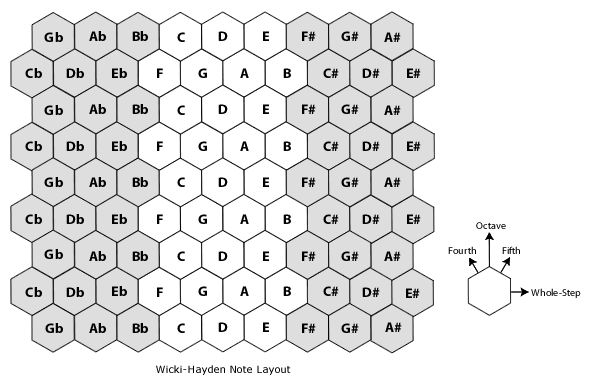
Schema der Tastenanordnung beim Wicki-Hayden-System.

Das Wicki-Hayden-System ist ein System für die Anordnung der Tasten bei Tasteninstrumenten. Die Wicki-Hayden-Tastatur bietet  einige Vorteile gegenüber den bekannten Tastatursystemen. Durch ihre verschobene 6-plus-6-Anordnung gilt für alle Tonarten die gleiche Griffweise, sofern der Umfang der Tasten es zulässt. Außerdem liegen die Tasten der diatonischen Tonleiter sehr dicht beisammen. Es wechseln sich reihenweise die ersten drei Töne mit den vierten bis siebenten Tönen der Tonleiter ab. 
Verwendung findet die Wicki-Hayden-Tastatur bei der Hayden-Duet-Konzertina. Auch wurde einmal ein Hayden-Bandoneon hergestellt. 
Hayden-Duet-Konzertinas werden mit zwei unterschiedlichen Tastaturen auf der linken Seite angeboten. Bei einer unterscheidet sich die Griffweise der linken von der rechten Hand, bei der anderen haben beide Hände die gleiche Griffweise: Zeigefinger ein Ganzton tiefer als der Ringfinger.